# 陳于京
陳于京（？—？），字当世，號位宇，浙江金華府义乌县人，明朝政治人物。

## 生平
万历三十一年（1603年）癸卯科应天乡试第四十四名舉人，以毛诗聯捷三十二年（1604年）甲辰科進士，初授江都县知县，官至龙溪县知县。

## 家族
高祖陈世恭（1476年－1583年），號南崖老人，享寿一百零八岁，五世同堂，賜冠带，岁给米帛，御史萧廪赠之聯云：「寿域天开，眼见六朝盛事；老人星见，躬逢百岁中秋」。又云：「福禄寿具庆一身，东海蟠桃正熟；父子孙同居五世，燕山丹桂联芳」。曾祖陈迪，號吉庵，寿九十六，亦为邑大宾。祖陈文亨，號见洲，授散官，寿逾稀龄，手不释卷，以一经课子陈大章，大章號心夔，生子于京。